# لويس لوغو
لويس لوغو (بالإسبانية: Luis Lugo)‏ هو لاعب كرة قاعدة فنزويلي، ولد في 5 مارس 1994 في باركيسيميتو في فنزويلا.

## وصلات خارجية
- لويس لوغو على موقعبيزبول رفرنس.كوم (الدوري الثانوي) (الإنجليزية)